# Гиперион (роман Симмонса)
Гиперион (англ. Hyperion) — научно-фантастический роман американского писателя Дэна Симмонса 1989 года. Первая книга тетралогии «Песни Гипериона». Роман объединяет в себе шесть новелл, каждая из которых является историей одного из главных героев. Действие романа происходит во Вселенной Гипериона.

## Сюжет
Вследствие научных экспериментов на Старой Земле происходит Большая Ошибка — глобальная катастрофа, уничтожившая планету. Незадолго до того, как чёрная дыра, вышедшая из-под контроля, прекратила существование Земли, началась так называемая Хиджра — переселение людей на другие планеты Вселенной. Это стало возможным благодаря величайшему изобретению — двигателю Хокинга (названного в честь известного современного физика), позволяющему двигаться со скоростью больше скорости света. Двигатель был изобретён людьми, а ИскИны, представляющие собою потомков изобретенного искусственного интеллекта, подарили человечеству свои изобретения Нуль-Т (для мгновенного перемещения между порталами), мультилинии (сверхсветовое средство связи) и прочее.
С такими техническими возможностями стало возможным существование галактического политического общества — Гегемонии Человека со штаб-квартирой на Тау Кита Центр. С помощью Нуль-Т была создана Великая Сеть — связанные между собой порталами миры и планеты. Гегемония активно колонизирует планеты в Сети и за её пределами при помощи продвинутых технологий и военной мощи (Военно-Космические Силы).
Но Гегемония не в силах противостоять полчищам Бродяг — мутантов, приспособленных для жизни в космосе. Человечество стоит на грани уничтожения. Древнее пророчество гласит, что в последние дни существования людей на планету Гиперион к так называемым Гробницам Времени должны отправиться паломники, чтобы разгадать их тайну и встретиться с древним чудовищем — Шрайком.
В паломничество отправляются герои романа: Консул, католический священник Ленар Хойт, полковник Федман Кассад, частный детектив Ламия Брон, учёный Сол Вайнтрауб, поэт Мартин Силен и тамплиер Хет Мастин. Согласно правилам церкви Шрайка, количество паломников в группе должно выражаться простым числом, однако восьмой на Гиперион отправляется и дочь Вайнтрауба — Рахиль. Но она ко времени паломничества грудной ребёнок, а значит её прибытие к Гробницам считается неосознанным.
В дороге паломники решают по очереди рассказать свои истории, во-первых, чтобы скоротать путь и лучше узнать друг друга, а во-вторых — чтобы понять, зачем их отправили на Гиперион и что их там ждёт.

## Истории героев
Герои по очереди рассказывают 6 историй. Хет Мастин по пути при таинственных обстоятельствах исчез — поэтому он единственный участник паломничества, который ничего не рассказал.

### История священника: «Человек, который искал Бога»
История Ленара Хойта. Поль Дюре, священник позабытой людьми и обречённой на медленное умирание Церкви, прибывает на заброшенную планету Гиперион, когда сам Хойт был ещё молодым священником. Его спутника убивают люди бикура, загадочного племени бесполых и умственно отсталых людей.
В жизни бикура обнаруживается множество загадок: они бесполы, у них, по всей видимости, не рождаются дети, однако численность племени, как они сами говорят, по какой-то странной причине никогда не меняется. Кроме того, из-за своей явной умственной отсталости бикура не в состоянии ничего внятно объяснить.
К своему огромному удивлению, отец Дюре обнаруживает, что эти люди поклоняются загадочному крестоформу, и оставили его самого в живых только потому, что обнаружили на нём христианский крест. Однако через какое-то время бикура всё же смогли сообразить, что священнический крест и загадочный крестоформ — это совсем не одно и то же. Поломав голову над непосильной для их мозгов дилеммой, дикари решают уничтожить противоречие простым и понятным способом — заставив священника принять крестоформ.
Вскоре отец Дюре узнаёт, что крестоформ каким-то образом может воскрешать погибших бикура, которые возвращаются к жизни такими же бесполыми идиотами, какими были до гибели. Священник приходит к выводу, что крестоформ — сатанинское искушение и надругательство над его верой. Не в силах от него избавиться, Поль Дюре распял себя на излучающем мощные электрические разряды дереве Тесла. Так как крестоформ воскрешал своего носителя, Дюре умирал и воскресал распятым в течение семи лет, умерев окончательно, только когда его нашёл Ленар Хойт и забрал себе его крестоформ. Обнаружившая священника экспедиция приходит в ярость, и убивает всех бикура, зачистив их деревню кумулятивными ядерными зарядами, обычно применявшимся для расчистки глухого леса под фибропластовые плантации.

### История солдата: «Война и Любовь»
История Федмана Кассада. Федман Кассад родился в лагерях палестинских беженцев на Марсе, и ещё подростком вступил в банду. По приговору суда ему пришлось вступить в бригаду колониальных войск, где молодой Кассад вскоре понял, что его настоящее призвание — это военная служба. Благодаря своему напору и доблести он получает направление в офицерскую школу Военно-космических сил Гегемонии. Посреди посвящённой военным тренировкам виртуальной реальности он встречает любовь всей своей жизни — Монету — загадочную женщину, каким-то образом связанную со Шрайком.
После выпуска молодой лейтенант Кассад совершает один подвиг за другим и быстро делает карьеру. На планете Кум-Рияд капитан Кассад подавляет мятеж шиитского Нового Пророка, самовольно перебив для этого с помощью устаревших орбитальных лазеров пятнадцать тысяч революционных мулл и, вместе с ними — самого Пророка. После этого ему вновь начинает являться Монета.
Успев побывать уже по меньшей мере на пяти войнах, полковник Кассад оказывается в самом центре грязной и кровавой бойни — сражения с Бродягами за периферийную планету Брешия. Чем больше проливалось крови — тем более реальной становилась Монета; наконец она является Кассаду во время жестокой бомбардировки «адскими плетями».
Медицинский космолёт, перевозивший раненного полковника в Великую Сеть, был атакован Бродягами. С огромным трудом спасшись, он приземляется на Гиперион и наконец находит Монету во плоти, а рядом с ней — Повелителя Боли, Шрайка. После безжалостного избиения разведотряда Бродяг Кассад переживает апофеоз, во время которого перед его глазами встаёт пророчество чудовищной галактической войны.

### История поэта: «Песни Гипериона»
История Мартина Силена. Грубый и вместе с тем утончённый поэт Силен родился много веков назад, ещё на Старой Земле. Перед её окончательной гибелью он покидает свою родину в криогенной камере субсветового грузолёта, прибыв через 167 лет на планету Небесные Врата.
Само название планеты стало издевательством над беспросветной нищетой её жителей, и, вместе с ними — будущего поэта. Сам Силен после более чем века криогенного сна приобрёл тяжёлые повреждения мозга, и на какое-то время превратился в имбецила со словарным запасом из девяти слов. Посреди грязных трущоб и нищеты Небесных Врат к мозгу Мартина очень медленно возвращается работоспособность, которая наконец выливается в сборник «Песен». По счастливому совпадению, книга Силена неожиданно становится известной на всю Гегемонию, он сам входит в элиту Великой Сети, и заводит себе роскошный дом из тридцати восьми комнат, расположенный благодаря нуль-порталам на тридцати шести планетах.
Однако взлёт на самый верх заканчивается для поэта тяжёлым духовным кризисом; он разочаровывается в окружающей его богеме, разочаровывается в модных наркотиках и имплантатах, разочаровывается в путешествиях, разочаровывается в новоявленных модных религиях. Наконец, его покинула муза. Продолжения его главного шедевра, «Умирающей Земли» — откровенная штампованная халтура.
Наконец он убежал от популярности, богатства и славы на Гиперион, где известный покровитель изящных искусств, король Билли из Виндзорской династии, решает основать сверкающий Град Поэтов. Однако через какое-то время поэты и художники сталкиваются со страшным наваждением Гипериона — Шрайком. Жестокие убийства вынуждают короля Билли эвакуировать Град Поэтов, однако неожиданно Шрайк становится музой Мартина. Силен начинает писать поэму «Песни Гипериона», но, в силу обстоятельств, не дописывает её.

### История учёного: «Горек вкус воды летейской»
История Сола Вайнтрауба. Еврейский учёный Вайнтрауб, специалист по этике, истории и античной филологии, давно разочаровался в идеалах своего народа. Во время гибели Старой Земли погиб и Израиль, Третий Храм разрушен, и евреи оказались в новом изгнании — на этот раз вечном. Отрадой всей жизни Вайнтрауба становится его дочь Рахиль, которая со временем увлекается артефактами инопланетных цивилизаций, и экспедициями в экзотические миры.
Однажды во сне Солу является Бог его предков, который прямо требует повторить жертвоприношение Исаака, и принести в жертву собственную дочь. В это время Рахиль находится на раскопках на Гиперионе, где её накрыла неизученная аномалия антиэнтропийных полей Гробниц Времени. Вместо старения она быстро начинает молодеть.
Вайнтрауб безуспешно пытается спасти свою дочь, даже посетив Церковь Шрайка, но медицина бессильна, а шрайкисты выкидывают его на улицу. Рахиль становится всё младше и младше, и всё больше приближается тот загадочный момент, когда она должна исчезнуть. Тем временем сны, в которых Бог требует от Сола отправляться на Гиперион, и принести свою дочь в жертву, повторяются снова и снова.
Сол Вайнтрауб прибывает в кибуц Кфар-Шалом на планете еврейских поселенцев Хеврон, где к нему наконец является Бог. В течение нескольких месяцев Вайнтрауб яростно спорит с насмешливым и раздражённым Господом, не в силах примириться с жертвой, которую он требует. Бог снова повторяет свой приказ, и показывает Вайнтраубу картины ещё более страшной жертвы — картины Первого и Второго Холокоста.
В авиакатастрофе погибает жена Сола; он наконец сдаётся перед волей грозного Бога своих предков, и прибывает на Гиперион. Возраст Рахили тем временем становится около недели. Момент жертвы всесожжения приближается.

### История детектива: «Долгое прости»
История Ламии Брон. К Ламии Брон, детективу из Лузуса, однажды является самый странный клиент в её карьере. Им оказывается обитающий в загадочном Техно-Центре искусственный интеллект, одно из воплощений которого — кибрид (клон) Джона Китса. Он просит найти своих убийц, хотя под убийством он понимает лишь своё кратковременное отключение и потерю части памяти.
В поисках Ламия посещает виртуальную реальность Техно-Центра, прыгает по нуль-порталам через множество миров. В результате Брон открываются многие секреты ИскИнов, некоторые — далеко не дружелюбные. Оказывается, что среди хаотичного сплетения множества искусственных интеллектов ТЦ идёт гражданская война между тремя фракциями, и во время своего отключения кибрид согласился предпринять паломничество на Гиперион.
Во время последней битвы с наёмниками враждебной фракции в её петле Шрюна была сохранена личность Джона Китса.

### История Консула: «Вспоминая Сири»
Заключительная история Консула. Консул вспоминает свою бабушку Сири — предводительницу повстанцев, боровшуюся за независимость планеты Мауи-Обетованной от Гегемонии. Консул говорит о своей ненависти по отношению к Гегемонии и выступает предателем как Гегемонии, так и Бродяг, становясь двойным агентом, но на самом деле хочет разрушить Гегемонию, идя на поводу своей ненависти.

## Основные персонажи
- Шрайк — главный злодей романа. Монстр, состоящий из колючей проволоки, лезвий, шипов и других острых предметов. Объект поклонения Церкви Последнего Искупления, Повелитель Боли, страж Гробниц Времени. По легенде, насаживает людей на шипы Дерева Боли, обрекая на невыносимые муки. Вместе с Гробницами Времени движется из будущего в прошлое, способен управлять временем.
- Консул — бывший губернатор Гипериона. Загадочный персонаж, неохотно рассказывающий о себе. Его имя так и останется неизвестным.
- Ленар Хойт — католический священник. Во время повествования католическая церковь потеряла свои позиции и насчитывает всего несколько тысяч последователей.
- Федман Кассад — полковник Военно-Космических Сил Гегемонии, палестинец. Отправился на Гиперион, чтобы убить Шрайка.
- Ламия Брон — частный детектив. Дочь сенатора Брона.
- Хет Мастин — тамплиер. Истинный Глас Древа «Иггдрасиль», на котором паломники прилетели на Гиперион.
- Мартин Силен — поэт. Родился на Старой Земле до её уничтожения. Много скитался до того, как в первый раз попал на Гиперион. Там под влиянием Шрайка начал поэму «Песни Гипериона», в надежде дописать которую отправился в паломничество.
- Сол Вайнтрауб — еврейский учёный. Попал на Гиперион в надежде спасти свою дочь. Его дочь Рахиль страдает от «болезни Мерлина», которой она заболела при раскопках Гробниц Времени — она растёт в обратную сторону, день ото дня становясь моложе. Когда паломники прибывают на Гиперион, Рахиль уже грудной младенец.

## Награды
- 1990 — Премия Хьюго[2]
- 1990 — Премия Локус[2]

## Экранизации
На 2013 год планировался выход фильма «Песни Гипериона» («Hyperion Cantos») студии Warner Bros. Pictures по мотивам первых двух книг. Режиссёром фильма мог стать Скотт Дерриксон, снявший «День, когда Земля остановилась». Однако производство фильма всё ещё не началось.